# Matvei Kuzmín
Matvei Kuzmitx Kuzmín (Rus: Матве́й Кузьми́ч Кузьми́н); 3 agost 1858 – 14 febrer 1942) era un camperol rus que va ser matat en Segona Guerra Mundial. Era pòstumament la persona més vella per ser nomenat un Heroi de la Unió Soviètica damunt Pot 8, 1965 basat en la seva edat a mort.

## Primers anys
Kuzmín va néixer el 1858 al poble de Kurakino, al districte de Velikoluksky (aleshores Uezd ) de l'oblast de Pskov. Era un granger autònom que va declinar l'oferta d'incorporar-se a un kolkhoz   o granja col·lectiva. Va viure amb el seu net i va continuar caçant i pescant al territori del kolkhoz "Rassvet" ( Russian  , 'Alba'). Va rebre el sobrenom de "Biriuk" (llop solitari).

## Alts de Màlkino
La regió natal de Kuzmín va ser ocupada per les forces de l'Alemanya nazi durant la Segona Guerra Mundial. El febrer de 1942, va ajudar a allotjar un batalló alemany al poble de Kurakino. La unitat alemanya va rebre l'ordre de perforar la defensa soviètica a l'àrea de Velikiye Luki avançant cap a la rereguarda de les tropes soviètiques excavades a Malkino Heights.
El 13 de febrer de 1942, el comandant alemany va demanar al Kuzmín, de 83 anys, que guiés els seus homes i li va oferir diners, farina, querosè i un rifle de caça Sauer &amp; Sohn. Kuzmín va acceptar, però en conèixer la ruta proposada, va enviar el seu net Vasilij a Pershino (6 km de Kurakino) per avisar les tropes soviètiques i proposar una emboscada prop del poble de Malkino. Durant la nit, Kuzmín va guiar les unitats alemanyes per camins tensos, portant-les als afores de Malkino a l'alba. Allà van atacar els defensors del poble i el 2n batalló de la 31a Brigada de Rifles de Cadets del Front de Kalinin. El batalló alemany va patir un gran foc de metralladores i va patir pèrdues d'uns 50 morts i 20 capturats. Entre el caos, un oficial alemany s'havia adonat del que havia passat i va girar la seva pistola cap a Kuzmín i li va disparar dues vegades. Kuzmín va morir durant l'escaramussa. Tres dies després Kuzmín va ser enterrat amb honors militars. Posteriorment va ser enterrat de nou al cementiri militar de Velikiye Luki.

## Llegat
L'autosacrifici de Kuzmín, que es va comparar amb el d'Ivan Sussanin, li va valer l'honor pòstum de ser nomenat Heroi de la Unió Soviètica.
 
A tota la Unió Soviètica, els carrers van rebre un nom en el seu honor. També va rebre el seu nom un vaixell d'arrossegament naval soviètic. La mort de Kuzmín es va conèixer a través d'un article a Pravda, de Boris Polevoy. Polevoy era corresponsal militar en aquella zona i va assistir al funeral de Kuzmín. El 1948 Polevoy va escriure el conte infantil L'últim dia de Matvei Kuzmín,  que es va incloure a les lectures de l'escola russa en el tercer grau.
El 1943 se li va aixecar una estàtua a l'estació de metro de Moscou Izmailovsky Park, avui Partizanskaya, que va ser dissenyada per l'escultor soviètic Matvey Manizer.